# Punta Huete Airport
Punta Huete Airport (Spanisch: Aeropuerto Punta Huete) ist ein nicaraguanischer Militärflughafen im Municipio San Francisco Libre.

## Geographische Lage, Funktion
Der Flugplatz befindet sich am Nordufer des Managuasees gegenüber der Hauptstadt Managua und dient neben seiner eigentlichen Funktion als Militärflugplatz als Ausweichflughafen für den Flughafen Managua.
Seit 2010 ist ein Drehfunkfeuer installiert, das sich 24 km nördlich vom Funkfeuer des Flughafens Managua befindet. Die Start- und Landebahn ist ca. 3 km lang und kann von Flugzeugen aller Art bis zur Größe einer Boeing 747 genutzt werden. Als Militärflugplatz untersteht Punta Huete Airport den Fuerzas Armadas de Nicaragua.
Im Mai 2024 kündigte die nicaraguanische Regierung an, dass der Flughafen mit chinesischer Hilfe im Rahmen des Projekts Neue Seidenstrasse zu einem internationalen Flughafen ausgebaut werden soll, da die Kapazitäten des Flughafens Managua begrenzt sind und dieser aufgrund seiner innerstädtischen Lage nicht erweitert werden kann. Die Bauarbeiten sollen noch im Juli des Jahres beginnen.

## Geschichte
In der Anfangsphase des Contra-Kriegs plante die Sandinistische Junta für ihre Luftwaffe, die Fuerza Aérea Sandinista (FAS), den Ankauf von sowjetischen MiG-21-Jagdflugzeugen. 60 Piloten wurden bereits in der Volksrepublik Bulgarien ausgebildet und die rund drei Kilometer lange Start- und Landebahn war nahezu fertiggestellt, als auf den Ankauf aufgrund von US-amerikanischen Sicherheitsbedenken bezüglich des Panamakanals verzichtet und dafür Hubschrauber vom Typ Mil 25 angekauft wurden. Die Landebahn war gut zwei Jahrzehnte lang die größte Bauruine Nicaraguas, bis 2010 Aeropuerto Punta Huete in Betrieb genommen wurde.
Am 12. Dezember 1986 wurde auf dem Gelände des Militärflughafens der US-amerikanische Staatsbürger Sam Nesley Hall (1937–2014) von Sicherheitskräften unter dem Vorwurf der Spionage festgenommen. Nach deren Angaben trug Hall verdächtiges Kartenmaterial bei sich, das in seinen Schuhen versteckt war. Die Festnahme erregte international Aufsehen, da sie mit der Festnahme von Eugene Hasenfus am 5. Oktober des Jahres in Verbindung gebracht wurde. Hall behauptete in den Vernehmungen während seiner 49-tägigen Haft, dass er für die Ausspähung von Punta Huete 12.500 Dollar von einem „Phoenix Battalion“ angeboten bekommen habe, dessen Existenz allerdings von sämtlichen Medien stark angezweifelt wurde. Er wurde schließlich aus der Haft entlassen, da er nach Angaben von Präsident Daniel Ortega mental instabil sei und die Gefahr des Suizids bestände. Nach seiner Rückkehr in die USA veröffentlichte Hall seine Memoiren unter dem Titel Counter Terrorist (New York 1987), in denen er auch seine Haftzeit in Nicaragua schilderte.